# Serrat de les Sis Quarteres
El Serrat de les Sis Quarteres és una serra situada al municipis de Gaià, a la comarca catalana del Bages i el de Santa Maria de Merlès a la comarca del Berguedà, amb una elevació màxima de 526 metres.